# Nutzgarten

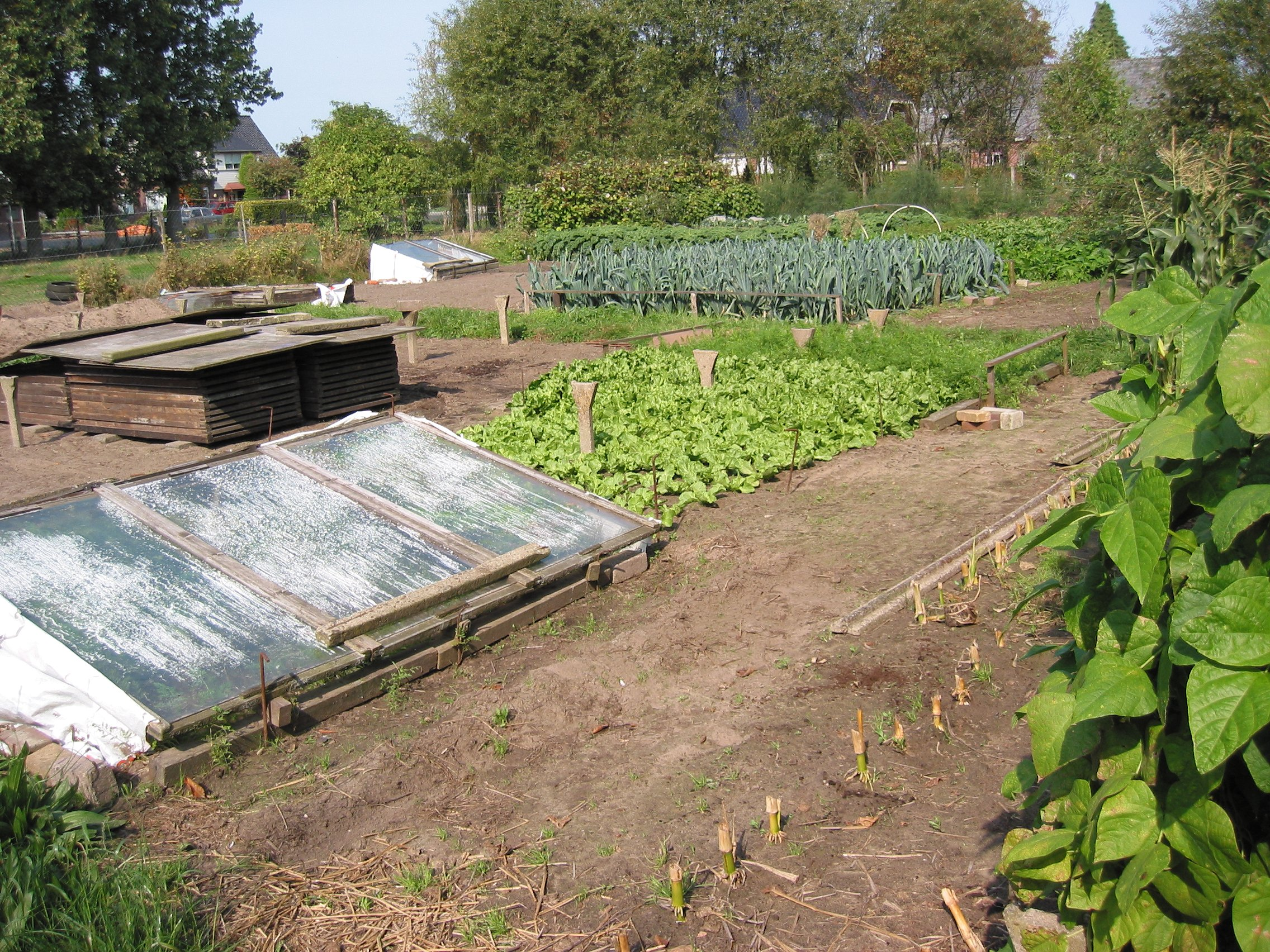
Nutzgarten

Ein Nutzgarten dient – im Gegensatz zum Ziergarten – hauptsächlich der privaten Erzeugung von Nutzpflanzen, wie z. B. Kräutern, Obst und Gemüse als Nahrungsmittel. Zum Nutzgarten kann auch ein Gewächshaus gehören, um den Anbau kälteempfindlicher Pflanzen zu erleichtern oder überhaupt erst zu ermöglichen, ein Schuppen als Aufbewahrungsort für Gartenwerkzeug ist ebenfalls mitunter vorhanden. Die Obst- und Gemüsegärten von herrschaftlichen Häusern wurden früher als Küchengärten bezeichnet.
Dies ist im heutigen Mitteleuropa mit der modernen Landwirtschaft und Gartenbaubetrieben etwas in den Hintergrund getreten. Ein Grund ist darin zu suchen, dass finanzieller und zeitlicher Aufwand und erzielter Nutzen in keinem ökonomisch vertretbaren Verhältnis stehen: Da die zum Selbstanbau in Frage kommenden Obst- und Gemüsesorten weitgehend ganzjährig zu günstigen Preisen im Einzelhandel erhältlich sind, ist mit dem Selbstanbau kaum mehr eine Ersparnis verbunden. Auch fehlt durch Berufstätigkeit (oder Hobbys) in vielen Fällen die notwendige Zeit für den Anbau und auch für das Verarbeiten und Haltbarmachen (etwa durch Einkochen oder Einfrieren) der bei der Ernte in größeren Mengen anfallenden Gartenprodukte.
Für biologisch angebaute Erzeugnisse ist der Nutzgarten aber nach wie vor von großer Bedeutung. Eine Antwort auf wachsende Bevölkerungszahlen und zunehmende Verstädterung ist die Entwicklung von Gärten im Stadtbereich, z. B. Mietergärten und Kleingärten.
Eine recht aufwendig zu pflegende, jedoch auch ästhetisch ansprechende Form des Nutzgartens ist der Bauerngarten.
Zu beachten ist bei Nutzgärten, die sich in Gemeinschaftsanlagen von Kleingärten befinden, dass es bestimmte Regularien für Gartenbau, Anbau bzw. „Nicht-Anbau“ bestimmter Pflanzen und Haltung von Kleintieren geben kann.